# 1946 en littérature
| Années de la littérature : 1943 - 1944 - 1945 - 1946 - 1947 - 1948 - 1949    |
| Décennies de la littérature : 1910 - 1920 - 1930 - 1940 - 1950 - 1960 - 1970 |

Cet article présente les faits marquants de l'année 1946 en littérature.

## Presse
- Fondation du Figaro littéraire supplément du quotidien.

## Parutions

### Essais
- André Bellessort, Balzac et son œuvre, Paris, Librairie Académique Perrin
- Marcel et André Boll, L’élite de demain : pour une culture objective au service des hommes, éd. Calmann-Lévy
- Jean Dutourd, Le Complexe de César, éd. Robert Laffont.
- Jean Giraudoux : Sans pouvoirs (posthume).
- Karl Jaspers (philosophe existentialiste allemand) : La Logique philosophique.
- Jean Piaget (philosophe suisse) : La Naissance de l’intelligence.
- Jean-Paul Sartre : L'existentialisme est un humanisme.
- Raphaël Tardon : Bleu des Isles, (Recueil de contes sur le microcosme martiniquais)
- Placide Tempels : La philosophie bantoue.
- Robert Debré et Alfred Sauvy : Des Français pour la France : le problème de la population, Gallimard.

### Poésie
- Jean Cocteau : La Crucifixion
- Jacques Prévert : Paroles (avril). Recueil de poèmes.
- Saint-John Perse : Vents.

### Contes
- Marcel Aymé : Les Contes du chat perché, commencés en 1934 sont terminés par l'auteur

faux[Passage problématique]

### Publications
- Édouard Herriot : Dans la forêt normande, éd. Hachette (mars), 369 pages.
- Louis-René des Forêts : Le Bavard (récit), Gallimard.

### Romans
- Parution de Rouge est le sang des Noirs (Mine Boy) de Peter Abrahams.

#### Auteurs francophones
- Simone de Beauvoir, Tous les hommes sont mortels
- Georges Bernanos, Monsieur Ouine (mai)
- B. R. Bruss, Et la planète sauta..., éd. Le Portulan
- René Char, Les Feuillets d'Hypnos
- Jean-Louis Curtis, Les Jeunes Hommes, éd. Julliard
- Joseph Kessel, L'Armée des ombres (février)
- Jules Romains, Le Sept octobre (dernier tome du cycle en 27 volumes Les Hommes de bonne volonté 1932-1946)
- Boris Vian, J'irai cracher sur vos tombes

#### Auteurs traduits
- Vicki Baum : Sang et volupté à Bali (traduction française de Maurice Betz chez Stock, version originale allemande publiée en 1937).
- Henry Miller : Tropique du Capricorne (avril, publication en France).

### Théâtre
- 12 février : Divines Paroles, pièce de ramón María del Valle-Inclán est créée à Paris.
- 16 avril : Des souris et des hommes, pièce de Steinbeck est créée à Paris.  (05). Les prix Renaudot et Goncourt pour 1940, réservés aux prisonniers déportés, sont décernés à David Rousset pour l’Univers concentrationnaire et à Francis Ambrière pour les Grandes Vacances (24/06).
- Juin : Publication de Malatesta, pièce de Montherlant.
- 25 octobre : L’Aigle à deux têtes, de Jean Cocteau.
- 8 novembre : Morts sans sépulture et la Putain respectueuse, pièces de Sartre.

- Marcel Pagnol, César
- Paul Valéry, Mon Faust (posthume).

## Récompenses et prix littéraires
- 4 avril : Paul Claudel, Marcel Pagnol et Jules Romains entrent à l’Académie française.
- 14 octobre : Hermann Hesse, prix Nobel de littérature.
- Voir la liste des Prix du Gouverneur général 1946.
- Prix Femina : Le Temps de la longue patience de Michel Robida.
- Prix Goncourt : Histoire d'un fait divers de Jean-Jacques Gautier.
- Prix Renaudot : L'Univers concentrationnaire de David Rousset et La Vallée heureuse de Jules Roy se voit décerner rétrospectivement le prix Renaudot 1940.
- Grand prix du roman de l'Académie française : Jean Orieux pour Fontagre.
- Prix Interallié : Poussière du temps de Jacques Nels
- Prix des Deux Magots : Le Regret de Paris de Jean Loubes
- Prix du Quai des Orfèvres : Jacques Lever pour Le Singe rouge.

## Principales naissances
- 7 avril : Herménégilde Chiasson, poète et artiste pluridisciplinaire canadien.
- 10 mai : Chandiroor Divakaran, écrivain et poète indien.
- 26 mai : James Carlos Blake, écrivain américain d'origine mexicaine, mort en 2025.
- 3 juillet : Michael Shea, écrivain américain de science-fiction et de fantasy, mort en 2014.
- 22 juillet : Paul-Loup Sulitzer, écrivain français, mort en 2025.
- 31 août : Michaël Laitman, théologien et kabbaliste israélien.
- 26 septembre : Andrea Dworkin, écrivaine et théoricienne féministe américaine.
- 20 octobre : Elfriede Jelinek, autrice autrichienne, prix Nobel de littérature 2004.
- 28 octobre : Valérie Boisgel, actrice et auteure de littérature érotique française.
- 24 novembre : Jane Stanton Hitchcock, écrivaine américaine, morte en 2025.
- 29 novembre : Conceição Evaristo, écrivaine afro-brésilienne.

## Principaux décès
- 8 mai : Alcides Arguedas, romancier bolivien (° 1879), auteur de Race de Bronze, premier roman indigéniste d’Amérique latine.
- 11 mai : Pedro Henríquez Ureña, intellectuel, philologue, critique littéraire, humaniste, essayiste, poète et écrivain dominicain (° 29 juin 1884).
- 6 juin : Gerhart Hauptmann, écrivain et dramaturge allemand.
- 27 juillet : Gertrude Stein, écrivaine américaine (° 3 février 1874).
- 13 août : Herbert George Wells, journaliste et écrivain, auteur de la Guerre des mondes.